# Athenaea
Athenaea, biljni rod krumpirovki smješten u podtribus  Withaniinae, dio tribusa Physalideae. Pripada mu 14 vrsta grmova i drveća poglavito iz Brazila, a jedna vrsta, Athenaea fasciculata, javlja se i u Paragvaju, Argentini i Boliviji.
Rod je opisan u Flora Brasiliensis 10: 133. 1846.

## Vrste
1. Athenaea altoserranae I.M.C.Rodrigues & Stehmann
2. Athenaea angustifolia (Alm.-Lafetá) I.M.C.Rodrigues & Stehmann
3. Athenaea anonacea Sendtn.
4. Athenaea brasiliana Hunz.
5. Athenaea cuspidata Witasek
6. Athenaea fasciculata (Vell.) I.M.C.Rodrigues & Stehmann
7. Athenaea hunzikeriana I.M.C.Rodrigues & Stehmann
8. Athenaea martiana Sendtn.
9. Athenaea picta (Mart.) Sendtn.
10. Athenaea pogogena (Moric.) Sendtn.
11. Athenaea sellowiana (Sendtn.) I.M.C.Rodrigues & Stehmann
12. Athenaea tomentosa (Sendtn.) I.M.C.Rodrigues & Stehmann
13. Athenaea velutina (Sendtn.) D'Arcy
14. Athenaea wettsteiniana (Witasek) I.M.C.Rodrigues & Stehmann

## Sinonimi
- Witheringia Miers; Ann. & Mag. Nat. Hist. Ser. II. 3: 145 (1849)
- Aureliana Sendtn.; Mart., Fl. Bras. 10: 138. t. 19. (1846)